# Ursus americanus floridanus
El oso americano de Florida (Ursus americanus floridanus) es una subespecie del oso negro americano, único en su género.